# Вязальные приключения с гиперболическими плоскостями
«Вязальные приключения с гиперболическими плоскостями» (англ. Crocheting Adventures with Hyperbolic Planes) — книга про гиперболические плоскости. Автор книги Дайна Тайминя. Гиперболические плоскости, о которых идёт речь в книге, имеют отношение к неевклидовой геометрии, которую традиционно трудно визуализировать. Автору книги удалось сделать это с использованием вязания. Тайминя использует вязание крючком, чтобы создавать двумерные поверхности с постоянной отрицательной гауссовой кривизной, являющиеся моделями геометрии Лобачевского (гиперболической геометрии). Книга «Вязальные приключения с гиперболическими плоскостями» получила премию Diagram (2009) за самое необычное название книги. Жюри премии назвало это название «полным безумием».
«Можно надеяться, что работа доктора Таймини подвигнет других просвещенных мастеров вышивки и вязания на создание других подобных творений, так что я предвкушаю встречу с такими книгами, как „Теория струн и шитье перекрестным стежком“ („Cross-stitching String Theory“) и „Работа с войлоком в феноменологии“ („Felting Feats with Phenomenology“)».— Представитель журнала «The Bookseller» Хорас Бент.